# Fernando Asuero
Fernando Asuero Sáenz de Cenzano (San Sebastián, 29 de mayo de 1887 - ibídem, 2 de diciembre de 1942) fue un médico español, creador de la polémica asueroterapia, dudoso método aplicado por medio de pequeñas cauterizaciones en el trigémino para curar varias enfermedades.

## Biografía
Nacido en el seno de una familia de famosos cirujanos, en el número 3 de la calle Miramar. Su abuelo, Vicente Asuero y Cortázar, fue catedrático de Terapéutica General y médico del rey consorte Francisco de Asís. Realizó sus estudios de Medicina en la Universidad Central de Madrid y se especializó en otorrinolaringología.
Entre 1907 y 1910 jugó varios partidos con el Athletic Club, donde desempeñó el puesto de portero. Fue titular en la final de Copa del Rey 1907. Tres años más tarde, en la Copa de 1910, obtuvo su único título aunque no jugó la final. Además fue el portero titular, el 9 de enero de 1910, en el estreno de la camiseta rojiblanca por parte del Athletic Club, no obstante, al ser portero lucía otra camiseta distinta.
Después fue a París a profundizar sus conocimientos a la clínica del doctor Lubet Barbon. Ejerció en el Hospital de la Pitié de París y también estudió en la Universidad de Cambridge.
Cuando volvió a San Sebastián, después de ejercer en varias clínicas, puso una consulta propia. Siendo una persona comprometida socialmente, llegó a ser concejal  en el ayuntamiento de San Sebastián entre 1923 y 1925.

## Asueroterapia
Alrededor del año 1929, creó una técnica basada en la cauterización del trigémino, que le convirtió en una celebridad mundial de la época. Defendió su método en un artículo, Ahora hablo yo, y en algunos folletos. Al parecer, por medio de la acción del calor en los nervios de la nariz, sin dolor alguno, curaba males de muchos tipos: asma, epilepsia, úlceras varicosas, sordera, ceguera y parálisis.
A su consulta acudía gente en gran cantidad; los hoteles de los alrededores se llenaban, y tuvo que trasladar la consulta al Hotel Príncipe. Apareció en las portadas de algunos periódicos y se escribieron artículos a cinco columnas acerca de su terapia.
En 1929, la fama de Asuero culminó cuando Nemesio Manuel Sobrevila, director de cine bilbaíno, estrenó la película Las maravillosas curas del doctor Asuero. La película fue prohibida, lo que no hizo sino aumentar aún más el interés y el misterio alrededor de la asueroterapia. Aunque muchos periodistas se le acercaron, Asuero no dijo nunca ni palabra ante la prensa. Los periodistas obtenían la información de los pacientes a los que había curado: el doctor, con la ayuda de unos estiletes que acababan en forma de roseta, estimulaba varios nervios de la nariz, como el trigémino.
La actitud crítica de los medios de comunicación fue en aumento y algunos le tildaron de "fraude científico". El mismo Ramón y Cajal consideraba esta técnica como "no científica". Sin embargo, médicos de diversas procedencias empezaron a copiar la terapia de Asuero, no solamente en España, también en Francia, en Italia, en Argentina, en México, en Cuba y en Portugal, entre otros. El pueblo riojano de Cihuri le dedicó una calle con su nombre, ya que de niño pasó allí algunas temporadas porque su familia tenía propiedades. El 30 de mayo de 1929, miles de personas se reunieron alrededor de su casa con única intención verle y saludarle. El filósofo Henri Bergson también debió de coger turno para ir a la consulta del doctor con un sobrino suyo.

## Asuero en boca del bertsolari Lexo
El bertsolari Juan Sarasola, Lexo, recogió los pormenores de lo ocurrido con Asuero en dos sesiones de bertsos:  Asuero'ri Graziyak Juan Sarasola'k Jarriyak y Bertso Berriyak Juan Sarazola'k Jarriyak.. Asuero tenía fama también porque hablaba vasco y por su capacidad para así hablar con los enfermos. 

## En la cultura popular
Tras su estancia en Buenos Aires, Manuel Colominas escribió el tango Operáte el trigémino, grabado por la orquesta Minotto di Cicco y con la voz de Antonio Buglione. Más tarde surgió la obra de teatro Nena, tócame el trigémino. El cantante cubano Miguel Matamoros compuso el tema El paralítico ya que, en su opinión, "en 1930 en Cuba no se hablaba de otra cosa que de la capacidad del médico Fernando Asuero para curar la parálisis".

## Imágenes
La multitud se reunió para saludar al doctor Fernando Asuero, junto a su casa, la calle Loyola de San Sebastián (Guipúzcoa), en 1929.

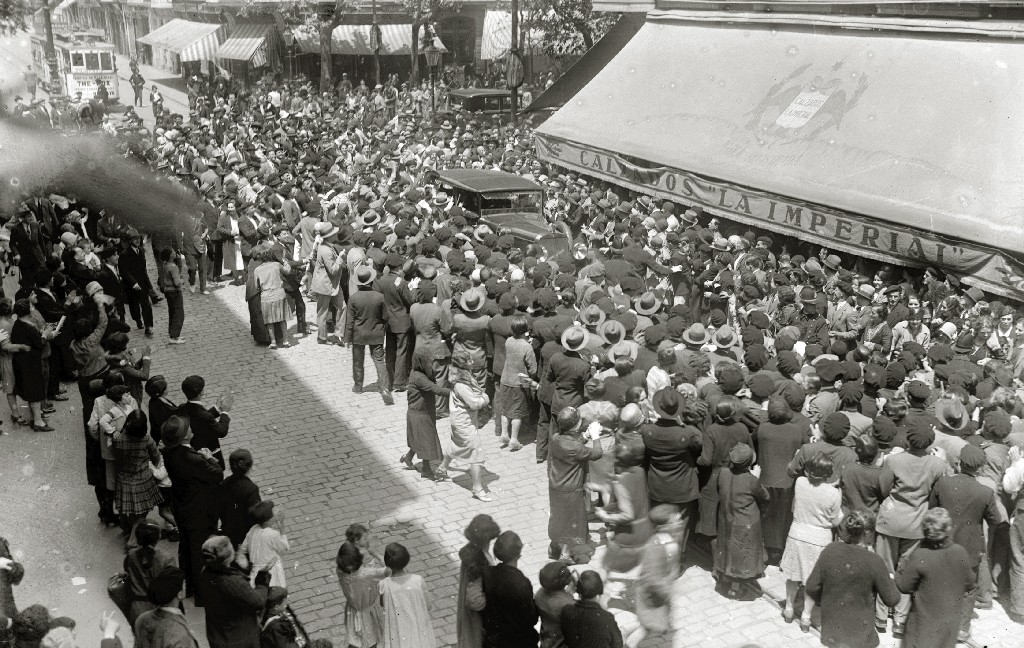
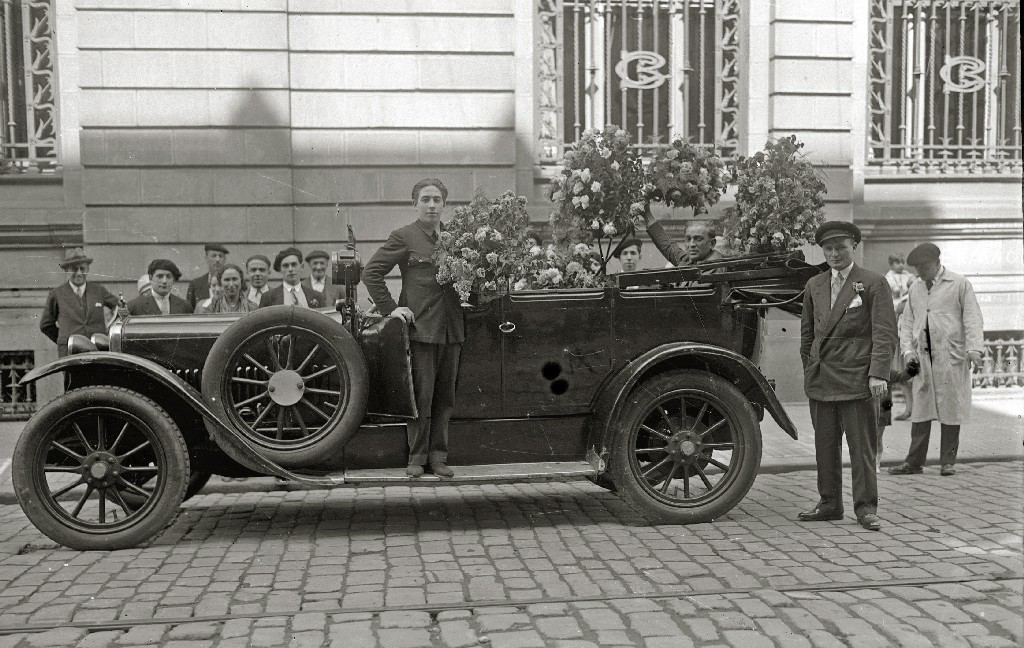
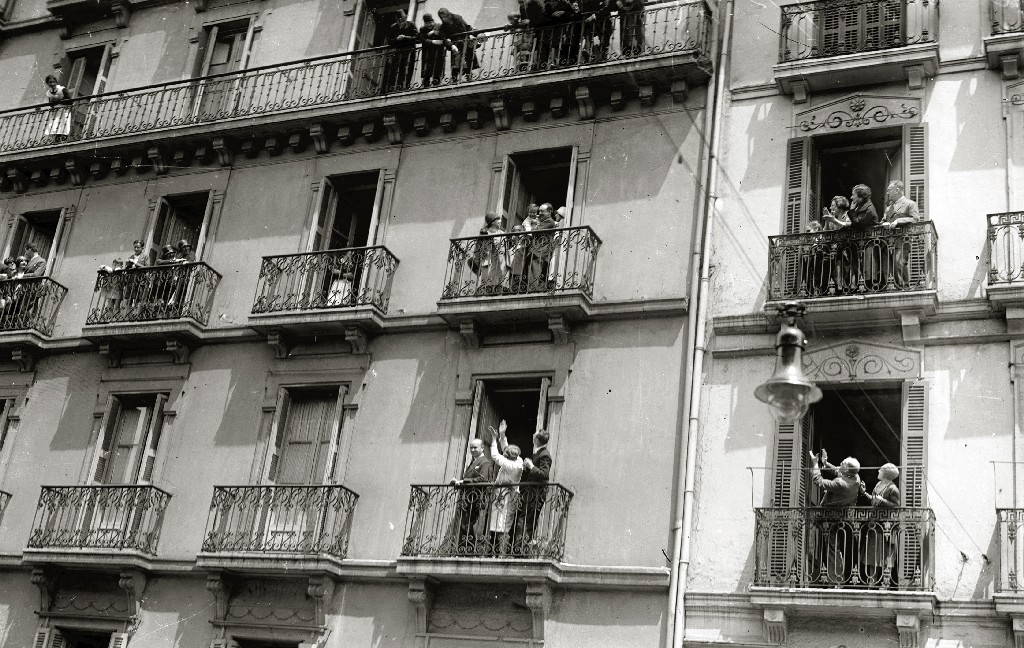
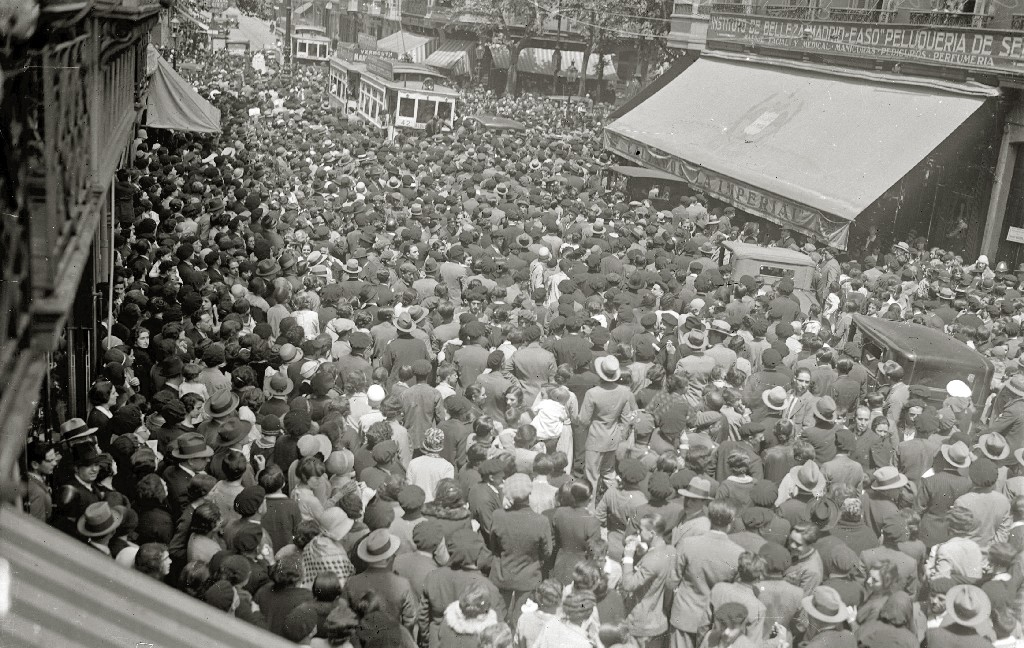